# Альфред Беллінджер
Альфред Реймонд Беллінджер (англ. Alfred Raymond Bellinger; 24 липня 1893, Дарем, Пенсільванія — 11 лютого 1978 року) — американський нумізмат і археолог.

## Життєпис
Альфред Беллінджер народився в Даремі 24 липня 1893 року в сім'ї Хірама Полдінга та Елізабет Дуайт (Реймонд) Беллінджерів.
У 1917 році він закінчив курс з мистецтва в Єльському університеті, де також отримав ступінь доктора філософії в 1925 році, і того ж року він поїхав до Греції, щоб завершити навчання в Американській школі класичних досліджень в Афінах.
Професійне життя Беллінджера було пов'язане з Єльським університетом, де він обіймав різні викладацькі посади в 1920-х роках. З 1930 по 1962 рік був професором латинської мови, а з 1966 року почесним професором.
Він брав участь у розкопках античного міста Дура-Европос у 1931—1949 роках і опублікував різні дослідження монет, знайдених там.
Упродовж своєї академічної кар'єри він також працював викладачем у дослідницькій бібліотеці Дамбартон Оукс (з 1948 року) та в Принстонському інституті перспективних досліджень (1960—1961). Він також обіймав різні відповідальні посади, як член керівництва Ради наукових товариств (1946—1949) або президент правління Американської школи класичних досліджень в Афінах (1960—1965).
Серед інших товариств і наукових організацій він був членом Королівського нумізматичного товариства (Лондон), Американської філологічної асоціації та Американського нумізматичного товариства. Він також був членом-кореспондентом Німецького археологічного інституту та почесним членом Міжнародної нумізматичної ради.

## Особисте життя
Альфред Беллінджер одружився з Шарлоттою Блейк Брінсмейд 26 червня 1920 року, з якою у нього було п'ятеро дітей.
Беллінджер помер 11 лютого 1978 року.

## Нагороди
- (1943): Медаль Хантінгтона[de], Американського нумізматичного товариства, Нью-Йорк[8].
- (1955): Медаль Королівського нумізматичного товариства[en], Лондон[9].

## Публікації
Це добірка найвідоміших монографій, опублікованих Беллінджером протягом його академічної кар'єри:
- (1920). Spires and Poplars. Yale University Press, New Haven.
- (1928). The anonymous Byzantine bronze coinage. American Numismatic Society (ANS), Nova York.
- (1930). Two hoards of Attic bronze coins. ANS, Nova York.
- (1931). Two Roman hoards from Dura-Europos. ANS, Nova York.
- (1932). The third and fourth Dura hoards. ANS, Nova York.
- (1934). Five Greek Bronze Coin Hoards, Issues 64-69 (con C. H. V. Sutherland, E. T. Newell et al.). ANS, Nova York.
- (1935). The sixth, seventh and tenth Dura hoards. ANS, Nova York.
- (1938). Coins from Jerash, 1928—1934. ANS, Nova York.
- (1939). The eighth and ninth Dura hoards. ANS, Nova York.
- (1940). The Syrian tetradrachms of Caracalla and Macrinus. ANS, Nova York.
- (1949). The Excavations at Dura-Europos. Final Report VI: The coins. Yale University Press, New Haven.
- (1961). Troy, the coins. Princeton University Press.
- (1962). Victory as a coin type. ANS, Nova York.
- (1963). Essays on the coinage of Alexander the Great. ANS, Nova York.
- (1966). Catalogue of Byzantine Coins in the Dumbarton and in Whittemore Collection. Vol. 1: Anastasius I to Maurice 491-602 (con P. Grierson). Dumbarton Oaks, Washington. ISBN 0-88402-012-6